# Joseph Wear
Joseph Walker Wear (né le 27 novembre 1876  — décédé le 4 juin 1941) est un joueur américain de tennis, médaillé de bronze aux Jeux olympiques d'été de 1904 à Saint-Louis en double messieurs avec Allen West.
Il a ensuite été capitaine de l'équipe des États-Unis de Coupe Davis.
Il est le frère d'Arthur Wear, lui aussi joueur de tennis.

## Palmarès (partiel)

### Médaille en double
|   | Date | Nom et lieu du tournoi             | Cat.    | Surf.        | Partenaire | Finalistes                    | Score   |
| 1 | 1904 | Jeux olympiques d'été, Saint-Louis | Olympic | Terre (ext.) | Allen West | Clarence Gamble · Arthur Wear | Partage |